# 楊繼盛
楊繼盛（1516年—1555年），字仲芳，號椒山，直隸容城縣（今河北省容城縣）人，明代政治人物，嘉靖丁未進士，官刑部员外郎，因彈劾權臣嚴嵩而死。後來，被奉为北京城的城隍，有《杨忠愍文集》。

## 生平
嘉靖十九年（1540年），楊繼盛中式庚子科順天府乡试第二十一名举人，嘉靖二十六年（1547年）丁未科會試第三十八名，廷试二甲第十一名進士。他生性耿直，剛正不阿。工部观政後，选授南京吏部验封司主事，升任兵部车驾司員外郎時，韃靼首領俺答數次入寇，咸寧侯仇鸞請開馬市以和之，楊繼盛上書《請罷馬市疏》，力言仇鸞之舉有“十不可五謬”，嚴嵩庇護仇鸞，繼盛坐貶狄道（今甘肃临洮县）典史。楊繼盛在狄道開辦學校，選了一百多個孩子上學，其妻張貞變賣珠寶首飾，作學校的經費。一年後，俺答依然擾邊，马市全遭破坏。明世宗知繼盛有先見之明，再度起用楊繼盛，调为山东诸城县令，改任南京户部雲南司主事、刑部员外郎、兵部武选司员外郎，连迁四职。
嘉靖三十二年（1553年）楊繼盛以《請誅賊臣疏》彈劾嚴嵩，歷數嚴嵩「五奸十大罪」，嚴嵩反冠以“詐稱親王令旨”的罪名下錦衣衛獄，廷杖一百，有人送與蚺蛇膽一具，說是可解血毒，楊繼盛拒絕，曰：“椒山自有膽，何蚺蛇為？”後楊繼盛於獄中自行割下爛肉三觔，斷筋二條，受盡三年折磨。
嘉靖三十四年（1555年）十月初一，嚴嵩授意刑部尚書何鰲，將繼盛與閩浙總督張經、浙江巡撫李天寵、蘇松副總兵湯克寬等九人處決，棄屍於市，時年四十。楊繼盛臨刑有詩曰：“浩氣還太虛，丹心照千古。生平未報恩，留作忠魂補。」繼盛妻殉夫自縊。

## 後世
燕京士民敬而憫之，以繼盛故宅，改廟以奉，尊為城隍，並以其妻配祀。死後十二年，穆宗立，追諡忠愍。「杨椒山祠」位于北京市西城区达智桥胡同12号，为杨继盛故居。祠内有谏草堂，堂内石碑上刻杨两次批评朝政的谏言草稿。

## 評述

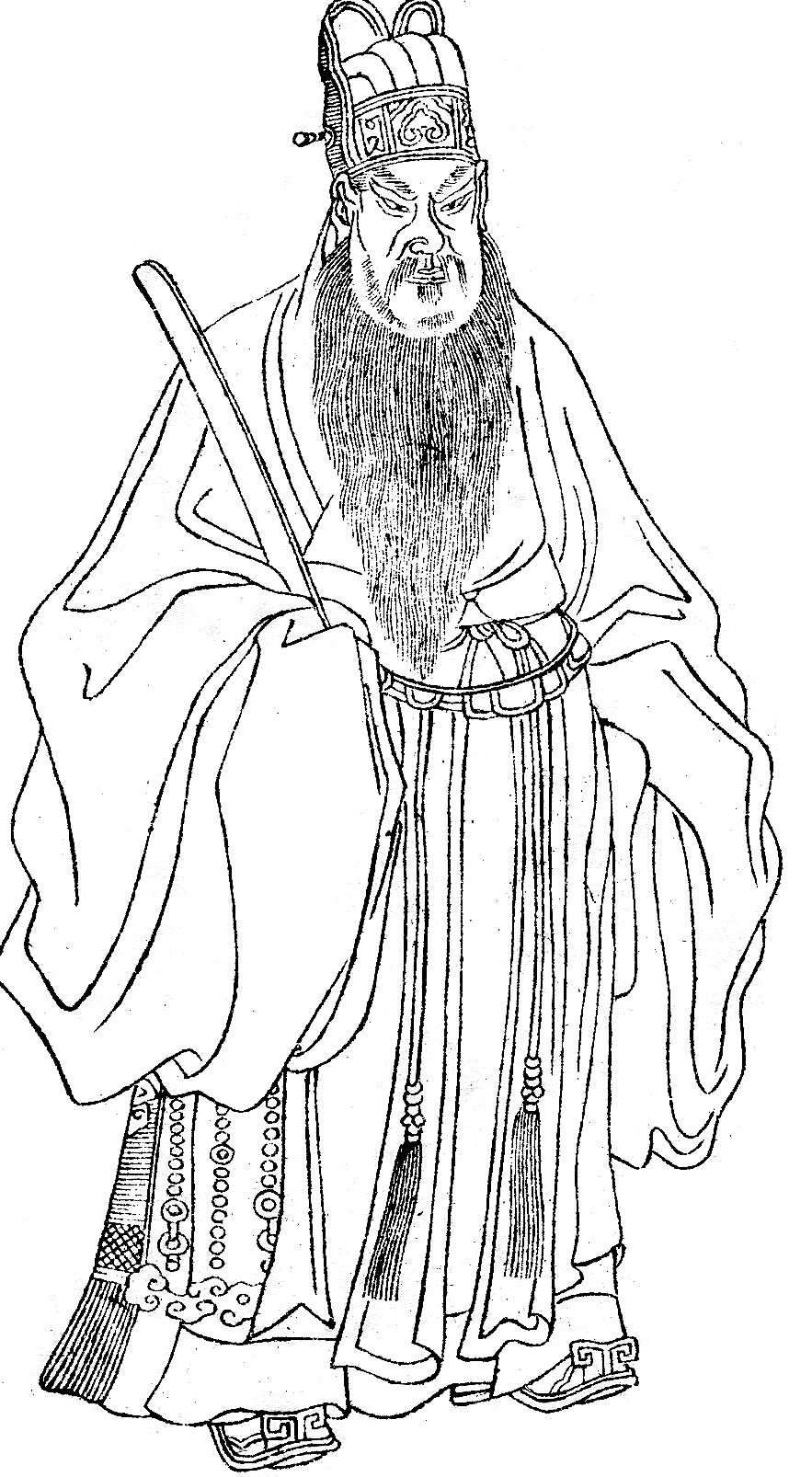
《晚笑堂画传》之楊繼盛像

高陽評道：“明朝殺諫臣，自此而始（按——宣宗曾殺諫官戴綸，此言不確）；反激排蕩，致使言路趨於偏激，由意氣而戾氣，國亡始息。說嚴嵩是明朝第一罪臣，亦不為過。然而此養姦純出於世宗的姑息，世有亡國之君，乃有亡國之臣，於此又得一明證。”

## 事跡
楊繼盛曾師從同鄉陰從光。其子陰標與繼盛年齡相仿，同窗力學。後二人皆中進士。

## 文學
作家林語堂在其英文小說《京華煙雲》（Moment in Peking，又譯作《瞬息京華》）裡，杜撰了一個名為孔立夫的角色，四川人，其母方即為楊繼盛之後嗣。

## 家族
曾祖杨俊。祖父杨青。父杨富。母曹氏。永感下。兄继昌、继美。